# Nora De Lucía
Nora Silvana De Lucía (15 de agosto de 1967) es una escribana, abogada y política argentina. Ocupó el cargo de Directora  General de Cultura y Educación de la provincia de Buenos Aires. 

## Vida familiar
Su padre, Rubén De Lucía, es el secretario adjunto del Sindicato de Obras Sanitarias. Tiene dos hijos y reside en la ciudad de La Plata.
Su actual pareja, Gerardo Daniel Pérez, es político también, se desempeña como Subsecretario Administrativo del Ministerio de Salud bonaerense.

## Trayectoria
De Lucía es abogada y escribana, estudió en la Universidad de La Plata.
En la Administración Pública De Lucía fue miembro Responsable y Coordinadora de la Comisión de Seguridad Social del Gabinete Fiscal de la Jefatura de Gabinete de Ministros de la Nación en el año 2002 y en organismos internacionales como Consultora Legal del PNUD Programa Naciones Unidas para el desarrollo, para el "Fortalecimiento Institucional de la Jefatura de Gabinete de Ministros" ese mismo año. 
Al dejar este cargo fue nombrada Asesora Legal de la Subsecretaría para la Reforma Institucional y el Fortalecimiento de la Democracia de la Jefatura de Gabinete de Ministros de la Nación en el período 2002-2003. A continuación fue Asesora Legal Especializada de la Secretaría de Gabinete y Relaciones Parlamentarias de la Jefatura de Gabinete de Ministros en la Jefatura de Gabinete de Ministros de la Nación entre los años 2003-2007. Finalizado este cargo fue designada Asesora de Gabinete de la Subsecretaría de Asuntos Municipales del Ministerio de Jefatura de Gabinete y Gobierno de la Provincia de Buenos Aires en el período 2007-2008. Después fue Directora Provincial de Desarrollo Regional de la Subsecretaría de Asuntos Municipales del Ministerio de Jefatura de Gabinete y Gobierno en el año 2008. 
Posteriormente fue nombrada Subsecretaria de la Pequeña, Mediana y Microempresa del Ministerio de la Producción de la Provincia de Buenos Aires entre los años 2008 y 2009, directora provincial en Asuntos Municipales y subsecretaria de Pymes en Producción. Al término de este cargo fue nombrada subsecretaria de Política y Coordinación Económica en el ministerio de Economía entre los años 2009 y 2011, cargo que dejó para asumir como senadora provincial por la ciudad de La Plata. Y posteriormente fue designada por Alberto Pérez, jefe de gabinete bonaerense, al frente de la cartera educativa.
También se desempeñó en forma privada como asesora legal y empresarial; asesora de Organizaciones Gremiales.
Milita en la agrupación La Juan Domingo y también en Peronismo Sin Fronteras.

### Directora general de Escuelas

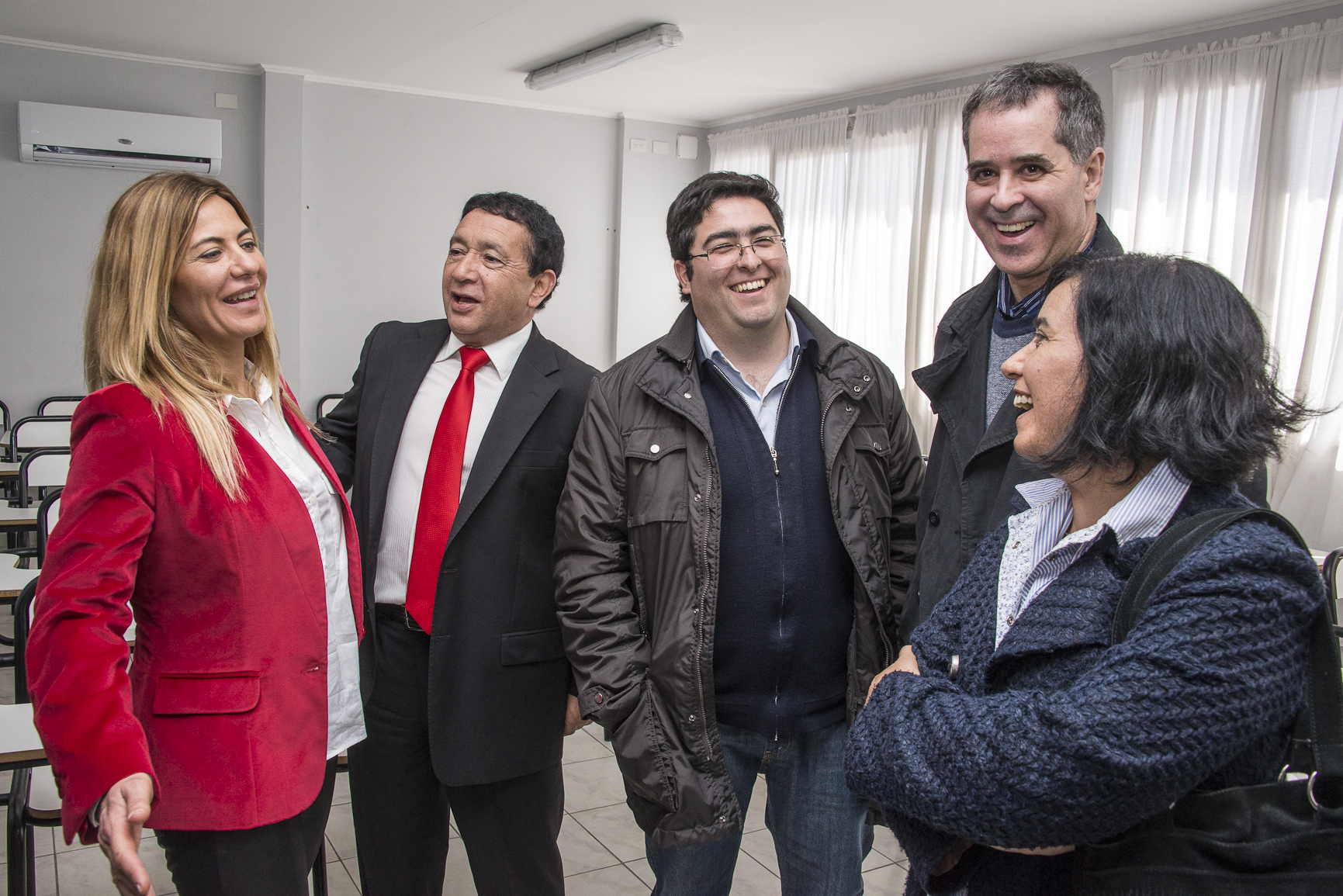

Con el ával de Alberto Pérez, Jefe de Gabinete de la provincia de Buenos Aires, asumió la conducción de la Dirección General de Cultura y Eduacación, cargo equivalente al de Ministro, el 16 de agosto de 2012. Durante su gestión se llevaron a cabo la construcción de los 53 jardines de infantes. Se inauguró Escuela de Estética N.º 1 de la ciudad de Pigue y las obras para la construcción del nuevo edificio para la Escuela de Educación Media N.º 2, el Jardín de Infantes N.º 908 de San Pedro.
 una escuela de Artes en San Nicolás, etc. Su reemplazo en el cargo a Silvina Gvirtz.

## Nota
1. ↑  Con rango de ministerio.